# Pogonatum perpusillum
Pogonatum perpusillum là một loài Rêu trong họ Polytrichaceae. Loài này được (Müll. Hal.) Paris miêu tả khoa học đầu tiên năm 1898.